# Каролінзький хрест
Каролінзький хрест (Karolingisches Kreuz) - хрест із чотирьох трикветр, вписаних у коло.
Поширений німецьким дизайнером Рудольфом Кохом у 1932 р., який опублікував колекцію 158 табличок малюнків християнської символіки. Під заголовком «Хрест» сюди входило дванадцять малюнків варіантів християнського хреста. Один із них отримав назву "Каролінзький хрест".